# Anna Karejevová
Anna Vasiljevna Karejevová (rusky Анна Васильевна Кареева; * 10. května 1977, Majkop, Sovětský svaz) je ruská házenkářka. S ruskou reprezentací se stala třikrát mistryní světa. Je též držitelkou stříbrné medaile z olympijských her 2008.